# Une soirée de meurtre
Une soirée de meurtre est le nom d'une série de jeux de société édité en 1995 chez Spear et imaginés par Cathy S. Miller, Larry Zacher et Lauri E. Hulse.
Cette série de jeux du genre « soirée d'enquête » comporte quatre énigmes.

## Double-meurtre au soleil
Scénario
Sur une île des Antilles, deux fiancés sont retrouvés morts à deux jours d'intervalle : lui a été abattu par un coup de revolver, elle mordue par un étrange serpent.
Texte du dos de la boîte
Ses plages vierges et ses couchers de soleil flamboyants font de l'île du Fou un joyau des Antilles. 
 
Mais cet enchantement se rompt le soir où un certain Paulo Moricette est assassiné dans le bungalow qu'il occupe à l'hôtel Éden…
 
Tout le monde est persuadé que c'est sa charmante fiancée qui l'a refroidi, jusqu'au moment où elle aussi est retrouvée morte, visiblement mordue par un serpent venimeux. Deux morts suspectes en 48 heures… voilà de quoi de quoi réfléchir !
 
Essayez de démasquer le ou les coupables de ces deux meurtres. C'est parmi les autres touristes de l'île dont vous faites partie, que doivent s'orienter les recherches.

## Une mort sucrée
Scénario
Dans la nuit du vendredi 15 au samedi 16 juin 1964, la fille la plus populaire d'une faculté lyonnaise a été empoisonnée.
Texte du dos de la boîte
Lyon 1964, un vendredi soir comme les autres. Tous les jeunes du coin se sont donné rendez-vous au « New Way », un lieu de rassemblement fétiche où l'on danse le rock au son d'un juke-box qui fait rêver à l'Amérique.
  
Comme d'habitude, tout le monde ne prête attention qu'à la pulpeuse Florence, une des grandes figures de la fac situé juste en face.
 
Mais il était dit que ce soir-là ne serait pas un soir comme les autres ! Quelqu'un dans l'assistance allait profiter de l'animation qui régnait pour assassiner Florence.
 
La police a immédiatement réunis tous les suspects possibles : ils sont au nombre de 8… Et vous en faites partie ! À vous de démasquer l'assassin qui se trouve parmi vous !

## Sanglant anniversaire de mariage
Scénario
Un homme et sa femme sont réunis avec des amis pour célébrer leurs noces d'Étain. Mais soudain, la lumière s'éteint et la chapelle se retrouve dans le noir complet. Lorsque la lumière revient, les mariés et l'assistance découvrent le père de la mariée... mort.
Texte du dos de la boîte
Famille et amis se sont réunis pour célébrer joyeusement, le dixième anniversaire de mariage de Julie et de Jean-Pierre.
  
Les invités sont les mêmes que le jour du mariage. Une courte cérémonie religieuse a été organisée par les mariés dans la chapelle où ils s'étaient dit "oui" 10 ans auparavant.
 
Tout à coup, la lumière s'éteint, plongeant la chapelle dans l'obscurité totale ! On entend alors un coup de feu, et Raymond Goustard le père de la mariée s'écroule… mort !
  
L'assassin est de toute évidence parmi les invités. Mais qui est-il donc, et pourquoi a-t-il commis ce meurtre ?

## Enquête dans le passé
Scénario
Cinq ans après le meurtre de sa mère par empoisonnement, la fille de la victime invite différentes personnes à une séance de spiritisme afin d'éclaircir l'affaire.
Texte du dos de la boîte
Une Soirée de Meurtre qui a pour théâtre un vieux manoir où une femme a été empoisonnée cinq ans auparavant. Ce meurtre n'a jamais été élucidé… et la fille de la victime n'a qu'une idée en tête : entrer en communication avec l'esprit de sa mère pour découvrir le coupable. Elle organise alors une séance de spiritisme à laquelle elle convie sept proches de sa défunte mère : l'assassin se trouve parmi eux !
Les tables tourneront-elles… pour révéler son nom ?

## Contenu
Chaque jeu est accompagné de nombreux accessoires et d'une cassette audio présentant le scénario du jeu correspondant, l'intrigue, et dévoilant à la fin, la clé de l'énigme.

## Récompense
Cette série de jeux a reçu en 1995 l'As d'Or du Festival international des jeux de Cannes dans la catégorie Jeu de convivialité.